# خانه نیک آئین
خانه نیک آیین مربوط به دوره قاجار است و در یزد، خیابان سلمان، جنب پست بانک، کوچه دربند عسکری، پ۱۸ واقع شده و این اثر در تاریخ ۳ خرداد ۱۳۸۶ با شمارهٔ ثبت ۱۹۱۸۸ به‌عنوان یکی از آثار ملی ایران به ثبت رسیده‌است.